# W. S. Reed Company
W. S. Reed Company war ein US-amerikanischer Hersteller von Automobilen.

## Unternehmensgeschichte
W. S. Reed gründete 1909 das Unternehmen in Massillon in Ohio. Außerdem waren H. McYost, F. O. Shoemaker und Melville Schworm beteiligt. Die Produktion von Automobilen begann. Der Markenname lautete Massillon. Pläne beliefen sich auf  35 Fahrzeuge für das Jahr 1909. Im gleichen Jahr endete die Produktion aufgrund von finanziellen Problemen.
C. P. Munch von der Munch Motor Car Company übernahm alles.

## Fahrzeuge
Die Fahrzeuge hatten einen Sechszylindermotor. 114,3 mm Bohrung und 127 mm Hub ergaben 7819 cm³ Hubraum und 60 PS Leistung. Die Motorleistung wurde über eine Kardanwelle an die Hinterachse übertragen.
Eine Ausführung war ein Roadster mit wahlweise zwei, drei oder vier Sitzen. Das Fahrgestell hatte 300 cm Radstand. Der Neupreis betrug 1750 US-Dollar.
Daneben gab es Tourenwagen mit fünf und mit sieben Sitzen. Der Radstand betrug 315 cm. Die Fahrzeuge kosteten 2000 Dollar.

## Modellübersicht
| Jahr | Modell | Zylinder | Leistung (PS) | Radstand (cm) | Aufbau                                      |
| ---- | ------ | -------- | ------------- | ------------- | ------------------------------------------- |
| 1909 | Six    | 6        | 60            | 300           | Roadster 2-sitzig und 3-sitzig und 4-sitzig |
| 1909 | Six    | 6        | 60            | 315           | Tourenwagen 5-sitzig und 7-sitzig           |